# Associació de tennis femení

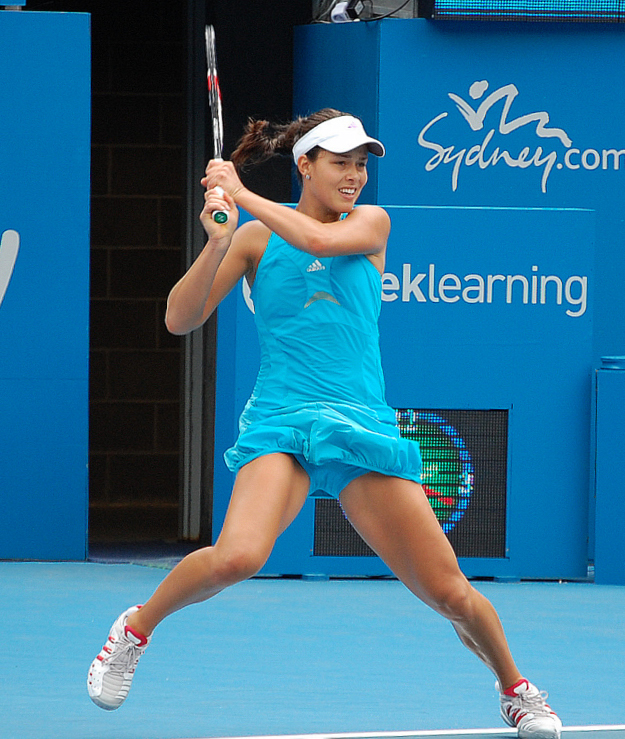
Ana Ivanović en el Torneig de Sydney, 2008.

L'Associació de tennis femení, en anglès Women's Tennis Association, en la seva forma abreujada WTA, és l'organització principal que regeix els tornejos i el circuit professional del tennis femení a nivell mundial. La WTA va ser fundada el 1973 per la tenista Billie Jean King i té la seu principal a Saint Petersburg (Florida, EUA). Com a comparativa, és a tennis femení el que l'ATP al tennis masculí. La WTA organitza el calendari i designa les seus oficials dels tornejos del circuit femení, també anomenat WTA Tour.